# Torteron
Torteron é uma comuna francesa na região administrativa do Centro, no departamento Cher. Estende-se por uma área de 13,44 km². Em 2010 a comuna tinha 807 habitantes (densidade: 60 hab./km²).